# Sciades ceylanicus
Sciades ceylanicus är en skalbaggsart som först beskrevs av Stefan von Breuning 1957.  Sciades ceylanicus ingår i släktet Sciades och familjen långhorningar.
Artens utbredningsområde är Sri Lanka. Inga underarter finns listade i Catalogue of Life.